# Munnopsurus australis
Munnopsurus australis är en kräftdjursart som först beskrevs av Ernst Vanhöffen 1914.  Munnopsurus australis ingår i släktet Munnopsurus och familjen Munnopsidae. Inga underarter finns listade i Catalogue of Life.